# Boybaya
Boybaya (ou Boy Baya) est un village de la commune de Dir situé dans la région de l'Adamaoua et le département du Mbéré au Cameroun.

## Population
En 1967, Boybaya comptait 216 habitants, principalement Gbaya ou Bororo.
Lors du recensement de 2005, 986 personnes y ont été dénombrées.